# Liste des clochers-murs de Vaucluse
Cet article recense les édifices religieux de Vaucluse, en France, munis d'un clocher-mur.

## Liste
| Édifice                                  | Commune              | Notes                                                                                              | Coordonnées                      | Photo |
| ---------------------------------------- | -------------------- | -------------------------------------------------------------------------------------------------- | -------------------------------- | ----- |
| Église Saint-Michel                      | Caderousse           | Classé MH (1905)                                                                                   | 44° 06′ 03″ nord, 4° 45′ 22″ est |       |
| Chapelle Saint-Cœur-de-Marie             | Camaret-sur-Aigues   | | 44° 09′ 59″ nord, 4° 52′ 11″ est |       |
| Chapelle Saint-Andéol                    | Camaret-sur-Aigues   | | 44° 09′ 50″ nord, 4° 52′ 26″ est |       |
| Église de l'Invention-de-la-Sainte-Croix | Castellet-en-Luberon | | 43° 50′ 20″ nord, 5° 28′ 41″ est |       |
| Église Notre-Dame                        | Flassan              | | 44° 05′ 56″ nord, 5° 14′ 33″ est |       |
| Beffroi                                  | Lourmarin            | Beffroi abritant une horloge publique, édifié au XVIIe siècle sur les vestiges de l’ancien château | 43° 45′ 50″ nord, 5° 21′ 45″ est |       |
| Chapelle Notre-Dame-des-Vignerons        | Rasteau              | | 44° 13′ 52″ nord, 4° 59′ 11″ est |       |
| Église Saint-Didier                      | Rasteau              | | 44° 13′ 56″ nord, 4° 59′ 12″ est |       |
| Église Saint-Étienne                     | Vitrolles-en-Lubéron | | 43° 48′ 41″ nord, 5° 35′ 45″ est |       |